# Абонентський термінал
Абоне́нтський терміна́л (АТ) — 1) абонентський апарат особистого користування, кінцевий пристрій, за допомогою якого абонент здійснює прийом і передачу сигналів в системах стільникового рухомого (мобільного) зв'язку.
2) Сукупність технічних і програмних засобів, що застосовуються абонентом і (або) користувачем при користуванні телематичними послугами зв'язку для передачі, прийому і відображення електронних повідомлень і (або) формування, зберігання і обробки інформації, що міститься в інформаційній системі.
3) Кінцева апаратура зв'язку, що знаходиться в розпорядженні абонента телематичної служби і підключена до мережі зв'язку.
4) В телефонному зв'язку — телефонний апарат, факс, автовідповідач, модем та інше обладнання що підключається до абонентських ліній, технічний засіб формування сигналів електрозв'язку, який використовується для передачі або прийому по каналах зв'язку заданої користувачем інформації.
5) Пристрій на стороні абонента, що забезпечує можливість отримання послуги, що надається провайдером інтернет-зв'язку.
6) Комплекс кінцевого обладнання та засобів обробки даних, підключений до мережі передавання даних або неспеціалізованої телекомунікаційної мережі в пункті закінчення такої мережі, що використовується абонентом для споживання послуг служб передавання даних.
7) Технічний пристрій, підключений до абонентської лінії (факсимільний апарат, автовідповідач, телефонний апарат з автоматичним визначником номера, офісна АТС, модем тощо).
З використанням абонентських терміналів здійснюється надання послуг телематичних абонентських служб. Надавач послуг телематичних абонентських служб може стягувати плату за користування абонентським терміналом, підключеним до його мережі та за його монтаж і технічне обслуговування В телефонії абонентський термінал (у простому випадку це телефонний апарат) з телефонною станцією сполучає мережа доступу, яка є фрагментом цифрової транспортної мережі

## Мобільні абонентські термінали
Мобільний телефон є одним із різновидів абонентського бездротового мобільного терміналу серед інших, таких як радіостанція, пейджер, комунікатор, смартфон, факсимільний апарат, мобільний термінал біометричної ідентифікації, сканер штрих-кодів, мобільний термінал для здійснення платежів за пластиковими картками тощо.